# Arcturos
Arcturos (griechisch Αρκτούρος) ist eine Nichtregierungsorganisation (NRO) in Westmakedonien (Nordgriechenland), deren Schwerpunkt der Schutz der wilden Fauna, insbesondere der Bären, Wölfe und Luchse, und des natürlichen Habitats der Tierwelt in Griechenland und anderen Balkanländern ist.

## Geschichte
In Griechenland wird das Gesamtvorkommen von Braunbären (Ursus arctos) auf 350 bis 400 Exemplare geschätzt. Sie leben in zwei unabhängigen Populationen, die geografisch nicht miteinander verbunden sind. Die größere Population lebt im weiteren Umkreis des Pindos-Gebirges, die andere im Rhodopen-Gebirge. In den letzten Jahren (Stand 2024) wurden immer wieder Bären in der Vora-Olympos-Achse und in Mittelgriechenland bis hin zum Berggebiet von Nafpaktia nachgewiesen – Gebiete, in denen es in den letzten 70 Jahren keine Aufzeichnungen ihrer Anwesenheit gab.
Anstoß für die Gründung von Arcturos gab die Vorführung eines Bärenjägers in den 1990er Jahren, der einen Bären vor Publikum tanzen ließ. Auf die Bitte seines Sohns, etwas dagegen zu unternehmen, ging der Winzer Giannis Boutaris das Problem gefangener Wildtiere ganzheitlich an. Er initiierte einen vollständigen Aktionsrahmen, und seinem Team schlossen sich ein Biologe, ein Pädagoge, ein Landwirt und andere Fachleute an. Es sollte ein Ort geschaffen werden, in dem Bären artgerecht untergebracht werden konnten. Zwar existierten seit Ende der 1960er Jahre in Griechenland einschlägige Gesetze, die den Besitz und das Einfangen geschützter Wildtiere unter Strafe stellten, doch in der Praxis wurden sie nicht durchgesetzt, unter anderem, weil es keinen Ort zur Unterbringung gefangener Tiere gab und weil kein Druck auf die Behörden ausgeübt wurde.
Inzwischen hat Arcturos die Form einer gemeinnützigen Zivilgesellschaft (Αστική μη Κερδοσκοπική Εταιρεία Astikí mi Kerdoskopikí Etería) mit Sitz in Thessaloniki. Ausschlaggebend für die Namenswahl der NRO war das Altgriechische: Ἀρκτοῦρος Arktouros/Arkturus bedeutet „Beschützer der Bären“ (von ἄρκτος arktos „Bär“ und οὖρος ouros/uros „Beschützer“; vergleiche auch Namensherkunft des Sterns Arktur im Sternbild Bärenhüter). Die Organisation arbeitet auch für andere Balkanländer als Bärenschutzentrum, da sie über Fachkräfte mit Kenntnissen zur Aufzucht sowie mit Erfahrung mit verletzten Tieren und deren medizinischer Versorgung verfügt.

## Organisation

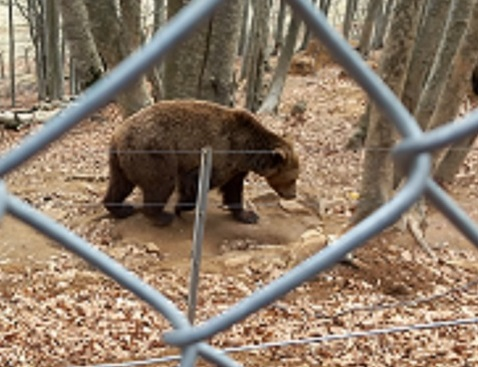
Braunbär im Reservat Arcturos

Arcturos hat dazu beigetragen, das früher verbreitete Phänomen der Tanzbären sowie die Haltung von wilden Tieren in Zirkussen in Griechenland abzuschaffen und gegen die nicht artgemäße Gefangenschaft von Wildtieren allgemein vorzugehen. Dadurch wurde Griechenland das erste europäische Land mit Zirkussen ohne jede Art von Tieren. Die Organisation behandelt sehr junge oder verletzte Bären in einem besonders gesicherten Gebiet mit eingezäuntem Naturwald tierärztlich mit dem Ziel, sie wieder in ihrer natürlichen Umgebung auszuwildern. Zu den Tätigkeiten von Arcturos gehören auch die Erstellung wissenschaftlicher Studien, die Vermittlung von Umweltwissen durch pädagogische Programme sowie die Sensibilisierung der Öffentlichkeit für Fragen der biologischen Vielfalt und der Nachhaltigkeit. Dabei versucht die gemeinnützige Organisation, auf der Grundlage integrierter Programme und Lösungen auch politischen Druck auszuüben. Unter anderem übernahm Arcturos einen Teil der Finanzierung von Straßenschildern in den Präfekturen Florina, Kastoria, Grevena und Kozani, die vor Bären auf den Straßen warnen. Außerdem bietet die NRO Programme für Kinder und Schulen an, um die kommende Generation für das Thema zu sensibilisieren, und beteiligte sich maßgeblich an Aufforstungen zur Biodiversität und Nahrungsverfügbarkeit für Wildtiere mit Wildobstarten.
Arcturos ist in die europäischen Programme Natura 2000 und Emerald eingebunden und war ein Gründungsmitglied des europäischen EARS (European Alliance of Rescue Centres and Sanctuaries). Außerdem nahm die Organisation an dem Projekt LIFE Bear-Smart Corridors teil, bei dem Italien, die Niederlande und Griechenland kooperieren, um die Population der Braunbären in Mittelitalien und Griechenland durch den Schutz und die Sicherstellung der Funktionalität wichtiger sogenannter „Koexistenzkorridore“ bzw. Bewegungskorridore zu stärken. Das Projekt übernimmt dabei das „Bear-Smart-Community-Modell“, das die Zusammenarbeit zwischen lokalen Gemeinden, Unternehmen und Einzelpersonen fördert, um Konflikte zwischen Bären und menschlichen Aktivitäten zu minimieren.
Finanziert wird die griechische Organisation durch Spenden, häufig in Form von Tieradoptionen von Privatleuten, den Verkauf von Merchandise-Produkten sowie durch die ehrenamtliche Arbeit von Freiwilligen. Präsident ist seit 2022 Alexandros Karamanlidis, der vorher jahrelang für Acturos gearbeitet hatte. 2024 wurde die Organisation unter 89 teilnehmenden Nichtregierungsorganisationen zur besten Unternehmensmarke Griechenlands in der Kategorie Nichtregierungsorganisationen von der Business Superbrands Greece 2024 gekürt, eine Auszeichnung, die sich auf die Schlüsselkriterien Sichtbarkeit, Glaubwürdigkeit, Konsistenz und Unternehmensverantwortung bezieht. Das dafür überreichte Superbrands Seal of Excellence ist bis Ende 2026 gültig.
Die Nichtregierungsorganisation unterhält drei der Öffentlichkeit zugängliche Einrichtungen: das Bärenreservat und das Bären-Informationszentrum in Nymfaio sowie das ungefähr 12 Kilometer davon entfernte Wolf- und Luchsreservat in Agrapidies bei Aetos.

### Bärenreservat

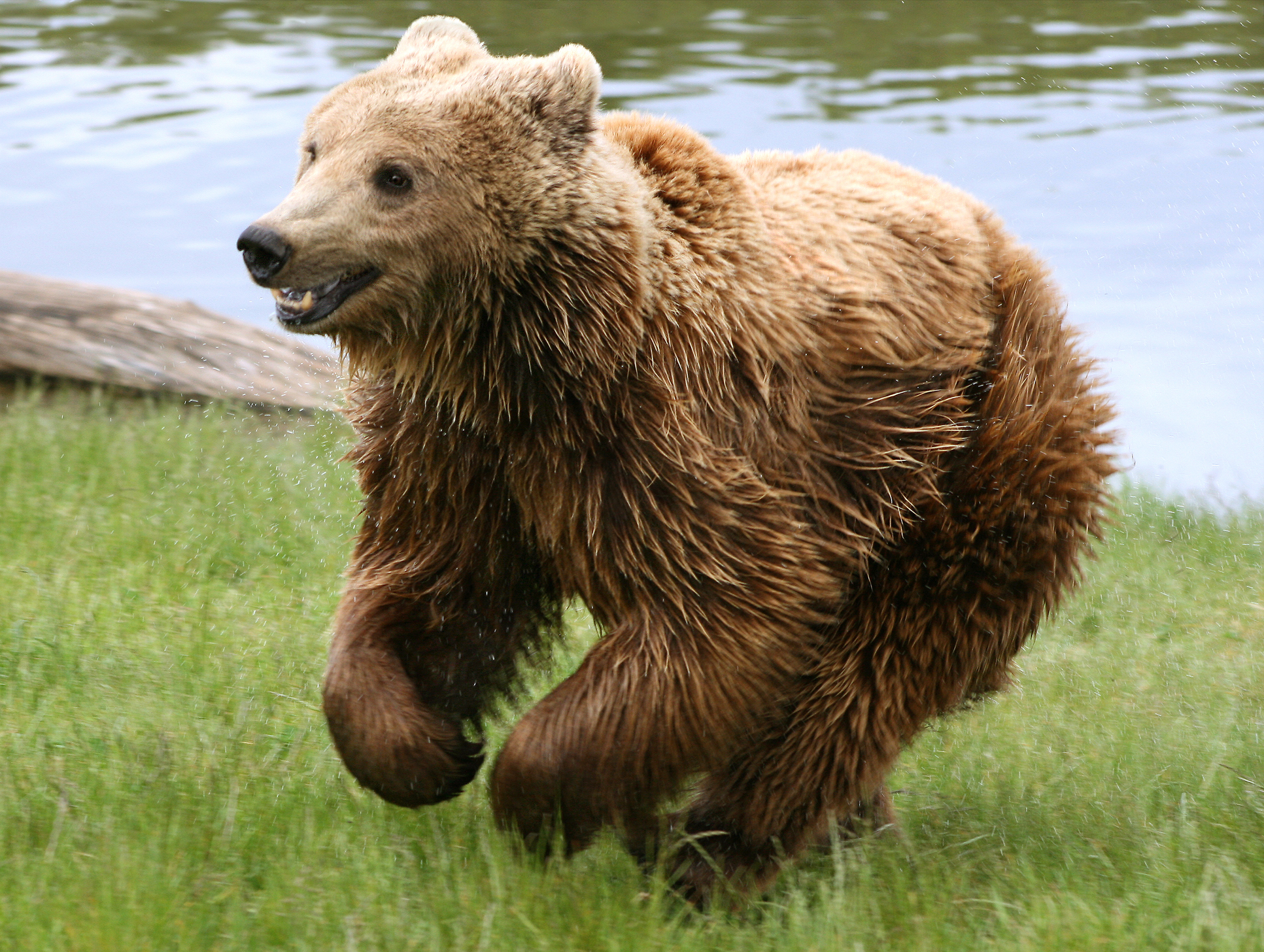
Braunbär

Das Bärenreservat erstreckt sich über 50 Hektar auf einer Höhe von 1325 Metern über dem Meeresspiegel, nahe dem Bergdorf Nymfaio und beherbergt 20 Bären (Stand 2025). Aufgenommen werden nur verletzte oder sehr junge beziehungsweise lange in Gefangenschaft lebende Bären, die ohne Hilfe nicht in der Wildnis überleben könnten. Gesunde und junge Bären, die eine bestimmte Größe erreicht haben, werden an ihren Fundorten mit einem Registrierungshalsband ausgewildert und über eineinhalb Jahre mithilfe dieses Halsbandes überwacht. Wenn sie allein in ihrem natürlichen Habitat überleben können, löst sich das Halsband und sie bleiben frei. Anderenfalls kommen sie in das Schutzgebiet zurück. Außer der Gruppe der jungen, verletzten Bären bietet das Reservat auch Braunbären eine Heimat, die in Gefangenschaft geboren wurden und so sehr an den Menschen gewöhnt wurden, dass es ihnen unmöglich ist, sich in eine natürliche Umgebung zu integrieren. Um keine neuen Generationen gefangener Bären im Reservat entstehen zu lassen, werden diese Bären alle sterilisiert.
Für Besuche werden in ungefähr einem Kilometer Entfernung zum Bergdorf Nymfaio von März bis Oktober gegen ein Eintrittsgeld stündlich Führungen in einem dafür vorbereiteten Bereich eines Geheges angeboten, bei denen Fachleuten über die Bären und die Arbeit von Arcturos informieren.

### Braunbär-Informationszentrum

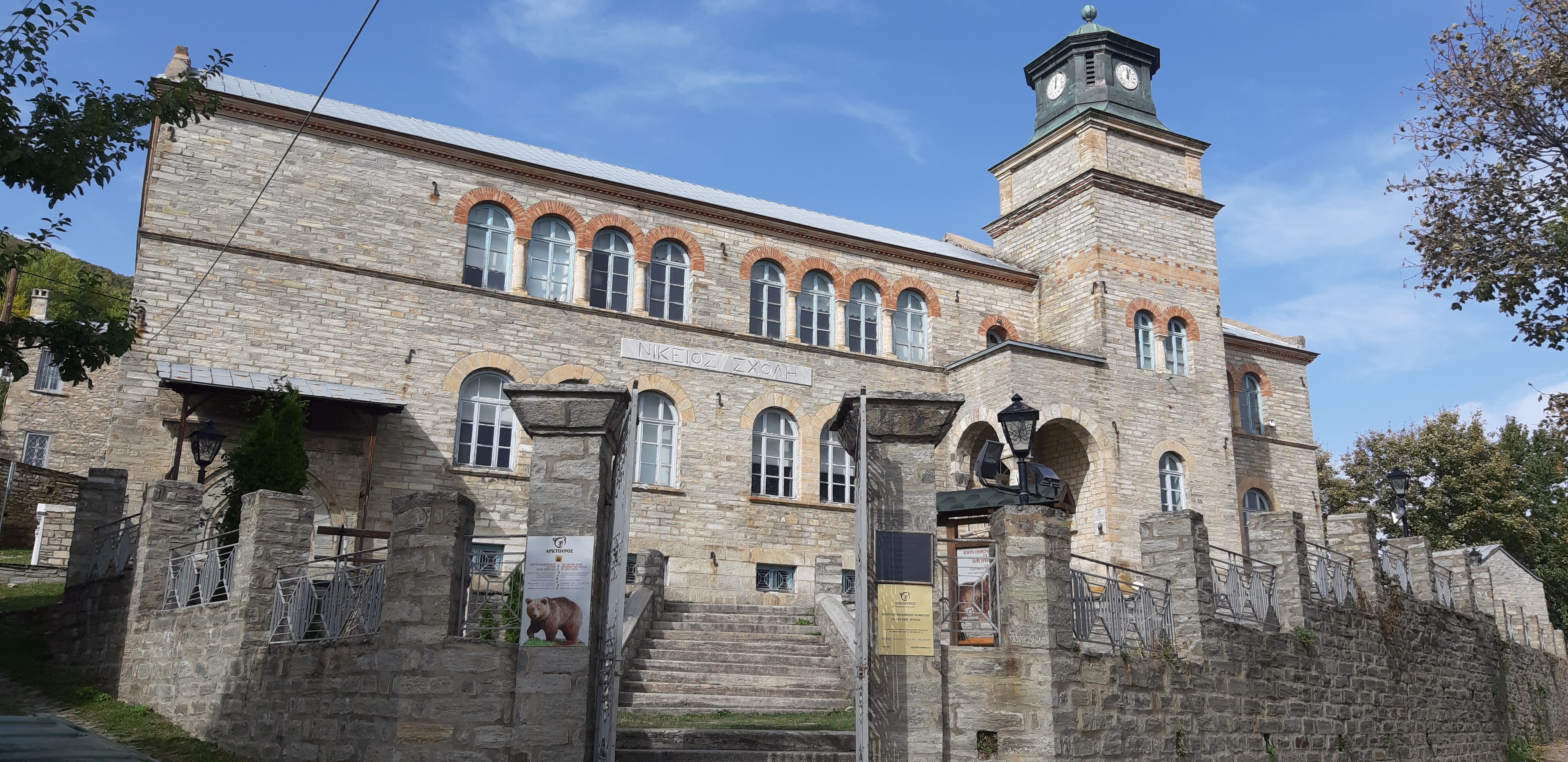
Nikio Schule

Das Braunbär-Informationszentrum befindet sich in einem ehemaligen Schulgebäude mit dem Namen Nikio Scholi (Νίκειο Σχολή) des Bergdorfs Nymfaio auf 1325 Höhenmetern. Dort gibt es ein Geschäft mit Merchandising-Produkten von Arcturos, die zur Finanzierung der NRO verkauft werden, sowie eine ständige Informationsausstellung. Die Ausstellung ist nur im Rahmen einer Führung zugänglich.

### Wolf- und Luchsreservat

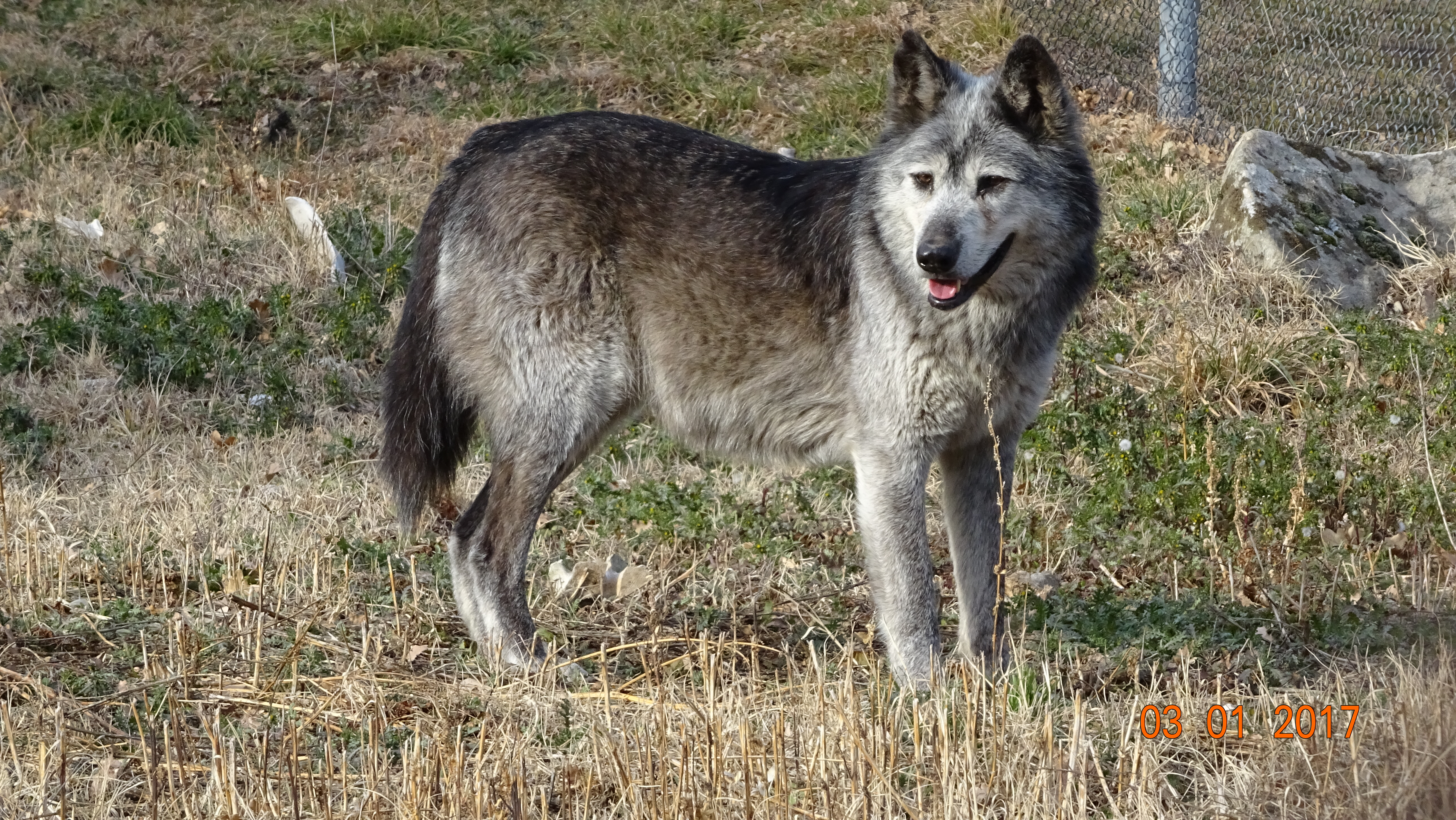
Wolf im Reservat (2020)

Das Wolf- und Luchsreservat entstand aus einem Zoo, dessen Fläche mithilfe des europäischen EARS (European Alliance of Rescue Centres and Sanctuaries) und finanzieller Unterstützung der griechischen Stavros Niarchos Foundation zu einem Reservat umgebaut wurde.
Die Wolfspopulation (Canis lupus) Griechenlands wird auf ungefähr 700 Exemplare geschätzt, nach neueren Schätzungen aus dem Jahr 2025 könnten es auch über 2000 sein, die in kleinen Gruppen nördlich von Boiotien auf dem Festland leben. Am stärksten sind sie in Bergregionen mit wenig menschlicher Präsenz verbreitet, durch die Schafs- und Ziegenherden ziehen. Trotz des gesetzlichen Verbots, das seit 1991 in Kraft ist und ihre Verwendung verbietet, sind Zerfleischer (englisch „mangles“, schwere Tellereisen mit aufgenieteten oder ausgeschnittenen Zähnen an den Bügeln, die Knochenbrüche und tiefe Quetsch- und Fleischwunden verursachen) und Giftköder immer noch weit verbreitete Praktiken zur Tötung von Wölfen. Zusätzlich schränken die Ausweitung menschlicher Aktivitäten selbst in den fast unzugänglichen, abgelegenen Gebieten, große Bauprojekte, die Eröffnung unkontrollierter Forststraßennetze, die Ausdehnung von Weideflächen und die Verringerung der Waldflächen den Lebensraum des Wolfes ein.
Seit Beginn des 20. Jahrhunderts nahm in Griechenland die Verbreitung des Luchses (Lynx lynx) stark ab, da sein Lebensraum dezimiert wurde und immer weniger Nahrung zur Verfügung stand. Heute gilt der Luchs in Griechenland als bedrohte Art. Es konnte nicht nachgewiesen werden, ob es frei lebende Exemplare gibt.
Das Reservat beherbergt in Agrapidies auf 7 Hektar und in 650 Höhenmetern seit 2003 verletzte Wölfe und Luchse, die in ihrem natürlichen Lebensraum nicht überleben könnten, sowie in Gefangenheit aufgezogene Tiere aus Zoos oder Privatbesitz. Nach Möglichkeit werden junge Tiere, nachdem sie medizinisch versorgt wurden, wieder ausgewildert.
Das Reservat öffnet für Besuche an Wochenenden, gegen ein Eintrittsgeld kann es in einer organisierten Führung besichtigt werden.

### Zucht des griechischen Schäferhunds

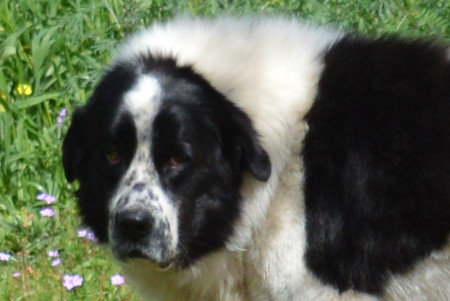
Griechischer Schäferhund

Arcturos leistet auch einen Beitrag zur kontrollierten Zucht und Erhaltung des griechischen Schäferhundes (Ελληνικός Ποιμενικός Ellinikós Pimenikós), einer seit dem Altertum existierenden griechischen Hunderasse, die in der Bergregion lebt. Indem gezüchtete Hunde kostenlos an Schäfer abgegeben werden, soll ein Beitrag zur harmonischen Koexistenz von Mensch und Wildtier geleistet werden, denn Teil der Ausbildung dieser Hunde ist es, sich auch an den Geruch von Wölfen und Bären zu gewöhnen und diese nicht zu fürchten, sondern vor ihnen zu warnen, um später Schaf- und Ziegenherden in den Bergen bewachen und begleiten zu können. Jährlich werden ungefähr 50 Welpen abgegeben. Dabei wird darauf geachtet, dass die Schäferhunde sich nicht mit anderen Rassen mischen.
Die Zucht befindet sich in Aetos. Um ihr Bestehen zu sichern, werden die zehn ständig dort lebenden Hunde durch Tieradoptionen und Spenden finanziert.